# Михайловка (Тернопольский район)
Михайловка (укр. Михайлівка) — село в Подгаецкой городской общине Тернопольского района Тернопольской области Украины.
До 2020 года входило в Подгаецкий район.
Население по переписи 2001 года составляло 114 человек. Занимает площадь 6,700 км². Почтовый индекс — 48005. Телефонный код — 3542.